# Wahlen zur Territorialversammlung in Niger 1958
Die Wahlen zur Territorialversammlung in Niger 1958 fanden am 14. Dezember 1958 statt, Nachwahlen am 27. Juni 1959.

## Hintergrund
Beim Verfassungsreferendum am 28. September 1958 nahm die wahlberechtigte Bevölkerung Nigers mehrheitlich die Verfassung der Fünften Französischen Republik an und stimmte damit für einen Verbleib der früheren Kolonie bei Frankreich innerhalb der Communauté française. Eine Ablehnung der Verfassung hätte die sofortige Unabhängigkeit Nigers bedeutet. Von den beiden in der Territorialversammlung, dem Parlament Nigers, vertretenen Parteien trat die Nigrische Fortschrittspartei (PPN-RDA) für ein Ja und der Sawaba für ein Nein ein. Der Sawaba stellte die Parlamentsmehrheit und bis auf einen Parteilosen alle Minister in der nigrischen Regierung, dem Conseil de gouvernement. Die Positionierung und Niederlage beim Verfassungsreferendum bewirkte beim Sawaba eine tiefe Krise, die sich in zahlreichen Parteiaustritten äußerte. Der PPN-RDA, der seit seiner Gründung 1946 tendenziell eher den Argwohn der französischen Verwaltung erregt hatte, fand sich hingegen nun in der Rolle eines vertrauenswürdigen Vertreters französischer Interessen wieder. Nach dem Verfassungsreferendum wurde die Territorialversammlung am 14. November 1958 aufgelöst, um Platz für Neuwahlen zu machen. Der PPN-RDA trat offiziell als Teil eines Wahlbündnisses mit dem programmatischen Namen Union für die Franko-Afrikanische Gemeinschaft (UFCA) an, dem auch pro-französische Sawaba-Abtrünnige angehörten.

## Ergebnisse

### Vorläufiges Ergebnis
Die Wahlen fanden am 14. Dezember 1958 statt und gelten als vonseiten der französischen Verwaltung zugunsten des PPN-RDA manipuliert. Von 1.320.174 eingetragenen Wählern gingen offiziell 483.953 zu den Urnen. Dies entspricht einer Wahlbeteiligung von 36,7 %. Von den 483.953 abgegebenen Stimmzetteln wurden 474.778 als gültig und 9.175 als ungültig (bzw. leere Stimmzettel) gewertet.
| Partei | Mutterpartei                              | Sitze |
| --- | ----------------------------------------- | ----- |
| Union für die Franko-Afrikanische Gemeinschaft (UFCA); d. i. Nigrische Fortschrittspartei (PPN-RDA) und Verbündete | Afrikanische Demokratische Sammlung (RDA) | 49    |
| Sawaba | Partei des Afrikanischen Verbunds (PRA)   | 11    |
| Gesamt | Gesamt                                    | 60    |

### Endergebnis nach den Nachwahlen
Angeblich war es im Wahlkreis Zinder, dem einzigen mit einem Wahlsieg des Sawaba, zu Unregelmäßigkeiten gekommen. Die Wahlergebnisse dieses Wahlkreises wurden deshalb annulliert und für den 27. Juni 1959 Nachwahlen in Zinder angesetzt. Zwischenzeitlich war die UFCA vollständig im PPN-RDA aufgegangen.
| Partei                                 | Mutterpartei                              | Sitze |
| -------------------------------------- | ----------------------------------------- | ----- |
| Nigrische Fortschrittspartei (PPN-RDA) | Afrikanische Demokratische Sammlung (RDA) | 60    |
| Gesamt                                 | Gesamt                                    | 60    |

## Folgen
Bereits am 18. Dezember 1958 beschloss die Territorialversammlung die Umwandlung des bisherigen Überseegebiets Niger in die Republik Niger und die Umbenennung der Territorialversammlung in Verfassunggebende Versammlung. Dies geschah im Rahmen der neuen Verfassung Frankreichs, durch die Niger als Teil der Communauté française mit eigener Verfassung konstituiert wurde. Die offensichtlich manipulierten Wahlergebnisse führten zu Straßenunruhen in der Hauptstadt Niamey. Im Oktober 1959 wurde der Sawaba verboten. Viele seiner Anführer wurden verhaftet oder gingen ins Exil. Das 1958/1959 gewählte Parlament begleitete als Nationalversammlung Niger 1960 in die Unabhängigkeit und wurde erst bei den Parlamentswahlen von 1965 neu gewählt.